# Der Knabe in Blau
Der Knabe in Blau é um filme mudo em cinco atos de 1919, o primeiro da carreira do diretor F. W. Murnau.
O filme, atualmente considerado perdido, foi inspirado no quadro The Blue Boy, do pintor inglês Thomas Gainsborough, e no romance O retrato de Dorian Gray, do escritor irlandês Oscar Wilde.

## Sinopse
Thomas von Weerth, um jovem nobre, é o último sobrevivente de sua família. Ele vive isolado em um castelo que lhe coube de herança, tendo apenas a companhia de um servente. Segundo uma lenda familiar, nesse castelo está escondida uma esmeralda, cuja busca incessante e infrutífera só trouxe a ruína para seus ascendentes.

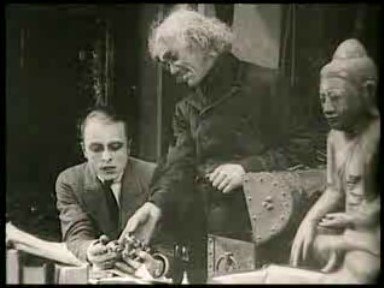
O jovem Thomas von Weerth mostra a seu servente a esmeralda encontrada.

Numa noite, o jovem sonha que um antepassado seu, um garoto vestido de azul, sai de uma pintura e lhe mostra onde está a esmeralda.
Na manhã seguinte, o fidalgo segue as instruções do sonho e encontra a pedra preciosa.
Ao mostrar a joia a seu servente, este lembra-lhe da maldição que a "esmeralda da morte" trouxe a várias gerações da família von Weerth e pede a Thomas que se desfaça da pedra, mas o jovem nobre se nega e guarda-a consigo.
Um dia chega ao castelo um grupo de ciganos que se apresentam como músicos ambulantes, dentre eles uma linda jovem cigana por quem o nobre se apaixona.

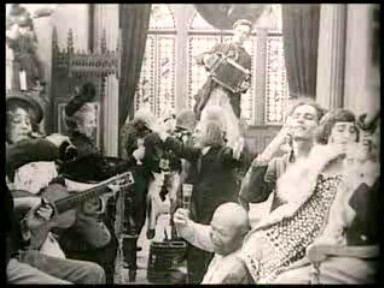
O grupo de ciganos toca em uma festa dentro do castelo onde mora Thomas von Weerth.

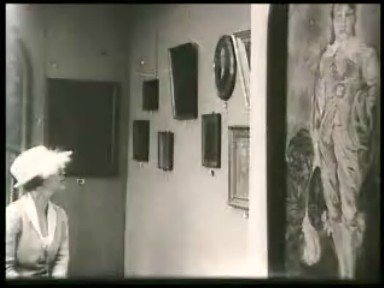
A jovem atriz olhando o quadro do garoto vestido de azul.

A cigana, astutamente, se favorece da ingenuidade de seu anfitrião para furtar-lhe a joia, enquanto os outros que a acompanhavam roubam vários pertences do fidalgo, incendeiam o castelo e destroem a pintura do garoto vestido de azul. Após a partida dos ciganos, o jovem nobre percebe a gravidade de todo o ocorrido e cai doente. Entrementes, aparece no castelo uma jovem atriz que, com sua desinteressada devoção, devolve ao fidalgo a alegria de viver e a esperança em um futuro melhor.

## Estilo

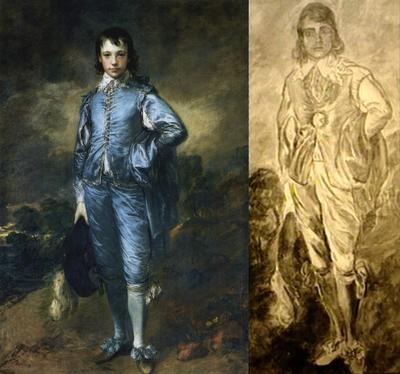
Comparação entre o quadro de Thomas Gainsborough e a imagem do filme.

Murnau era formado em História da Arte pela Universidade de Heidelberg. Em vez de reproduzir fielmente em seus filmes as imagens de quadros célebres, ele conserva deles apenas uma lembrança e, por meio de uma elaboração interior, transforma as imagens em visões pessoais.

## Locações
Os ambientes exteriores foram rodados no entorno do castelo de Wasserburg Vischering e na cidade onde ele está localizado, Lüdinghausen en Nordrhein-Westfalen, próxima de Bielefeld, cidade natal de F. W. Murnau.

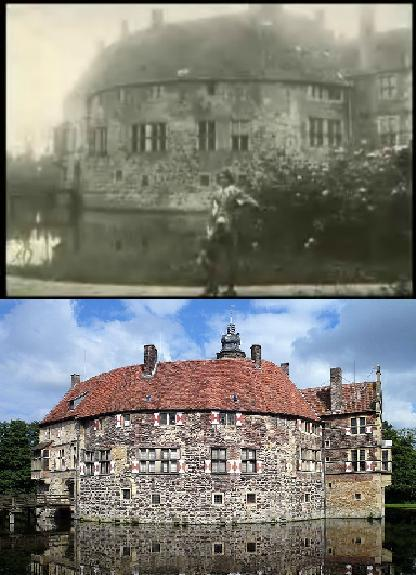
O castelo de Wasserburg Vischering, uma das locações de O garoto vestido de azul.

Os interiores foram gravados no Saturn Film Atelier, em Berlim.

## Elenco
- Ernst Hofmann - Thomas von Weerth
- Blandine Ebinger - linda jovem cigana
- Margit Barnay - jovem atriz
- Karl Platen - empregado mais velho
- Georg John - chefe dos ciganos
- Leonhard Haskel - diretor de teatro
- Marie von Buelow - mendiga
- Rudolf Klix - Bobby
- Hedda Kemp - mulher com véu
- Hans Otterhausen - vigia
- Hans Schaup - empregado mais novo

## Exibições comerciais
O filme estreou em Berlim em julho de 1919 e foi relançado na mesma cidade em 1921, sob o título Der Todessmaragd.

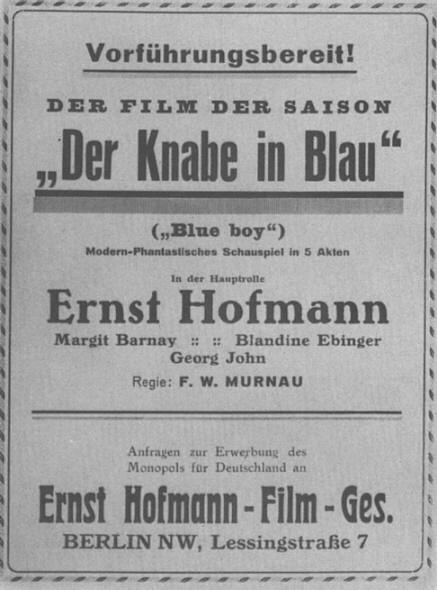
Cartaz promocional do filme.